# ویاوی
ویاوی (انگلیسی: Viavi) شرکت الکترونیک آمریکایی است، که در سال ۲۰۱۵ تأسیس شد.